# Свято ковалів

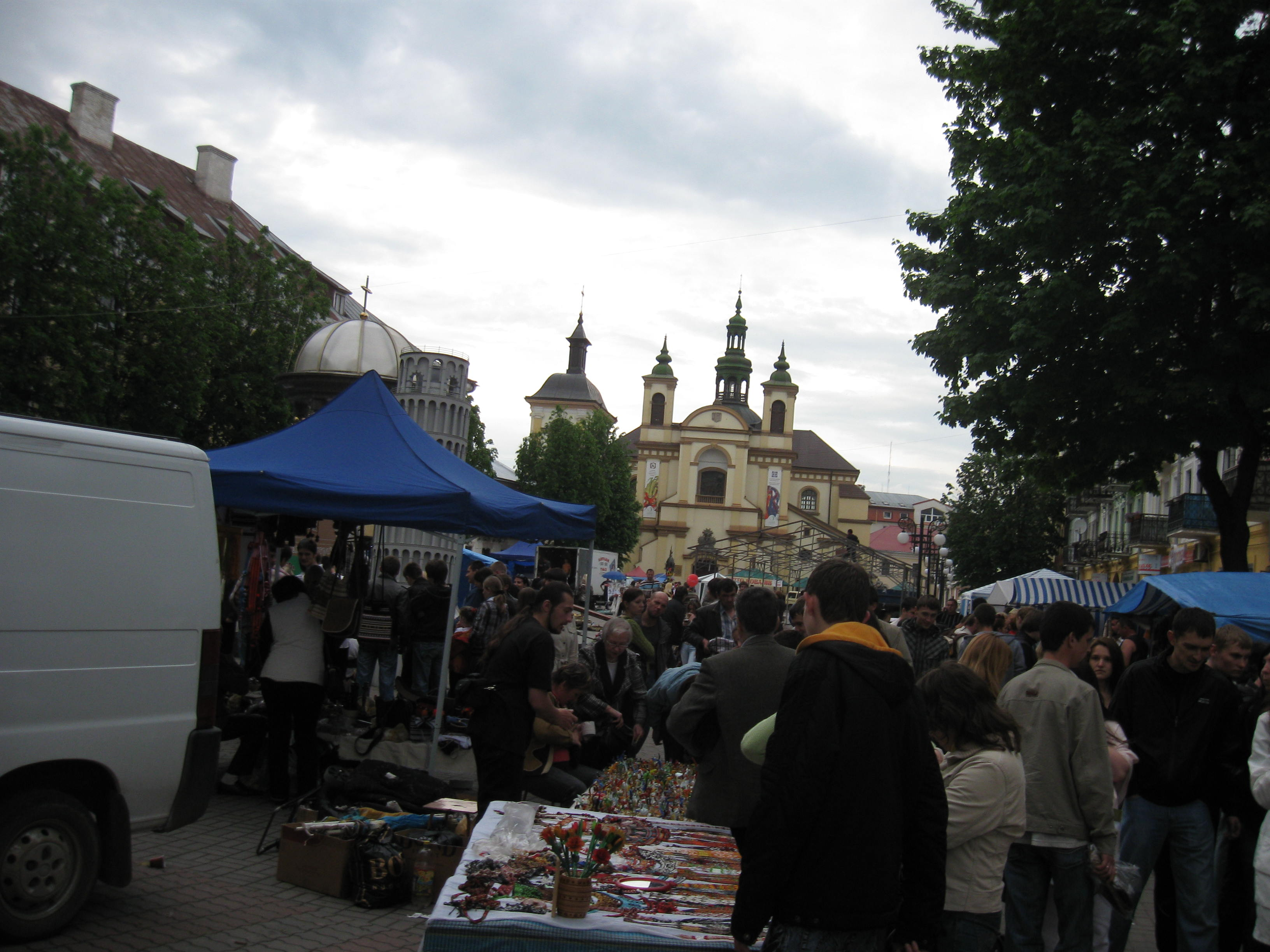
На «Святі ковалів»-2010, майдан Шептицького, Івано-Франківськ

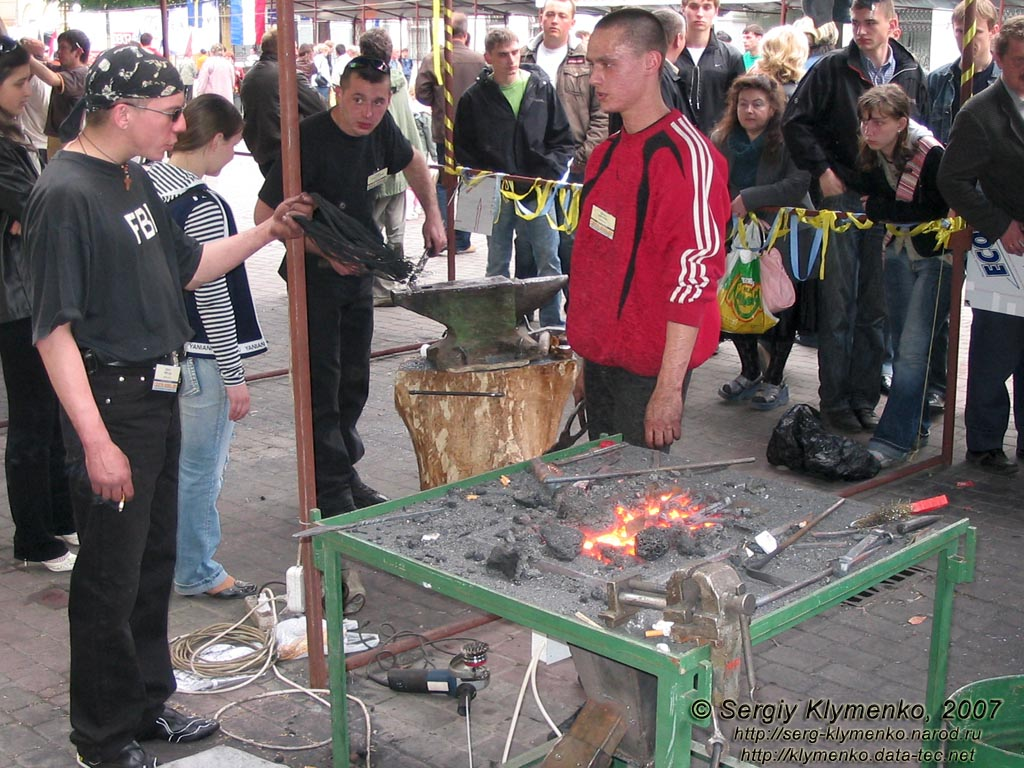
На «Святі ковалів»-2007

«Свято ковалів» — традиційний щорічний Міжнародний ковальський фестиваль у місті Івано-Франківську, що був започаткований 2001 року; проводиться до Дня міста (7 травня) і триває декілька днів; одна з найбільших культурно-мистецьких подій і значна туристична принада міста, один з найбільших ковальських фестів у Східній Європі.

## Організатори та учасники, мета, час і місце проведення
Організаторами фестивалю виступають Спілка майстрів ковальського мистецтва України (голова Спілки і фестивалю — Сергій Полуботько), влаштування свята неможливим є без традиційних спонсорів-організаторів — компанії Декра та Прикарпаттяобленерго, сприяння міської влади Івано-Франківська. 
У фестивалі вже традиційно беруть участь представники з усіх областей України та 15—35 країн світу (традиційно з Німеччини, Польщі, Росії, Білорусі, Литви, Франції, Чехії, Ізраїлю, США, Австрії, Нідерландів тощо). Це — провідні майстри ковальського ремесла, художники та скульптори по металу, ковалі з міжнародним визнанням та народні майстри. Загалом у одному заході беруть участь до 300 ковалів. 
Одним з основних завдань фесту є збереження і відродження ковальства і як ремесла, і як мистецтва. Вибір дати заходу — прив'язка до Дня міста — невипадковий, адже має на меті залучити якомога більше відвідувачів свята, зокрема туристів.
Головною ареною фестивалю з року в рік є майдан Шептицького. Решта заходів відбуваються у виставковому залі обласного представництва Спілки художників України (міжнародна виставка «Орнаментальне ковальство»), у арт-галереї «Легенда» (на площі Ринок) — виставка «Сакральний знак в творах ковальства», у готелі «Надія» (вул. Незалежності, 40) — міжнародна конференція ковалів у 2010 році тощо.

## З історії фестивалю
Проведення щорічного міжнародного ковальського фестивалю «Свято ковалів» і художньої виставки в його рамках «Орнаментальне ковальство» було започатковане в травні 2003 року. 
Фестиваль, що тепер організовується доволі масштабно, на міжнародному рівні і з залученням офіційної влади, починався як місцевий некомерційний аматорський захід професіоналів ковальської справи, зокрема діячів Спілки майстрів ковальського мистецтва України. На перших порах чимало робилося власним коштом організаторів, без спонсорської підтримки. Фестиваль отримав продовження, була вироблена власна неповторна концепція заходу, він не оминув певної комерціалізації, відтак знайшлись спонсори. Від створення першого колективного заходу на святі — «Столу ковальської дружби» до приїзду іноземних учасників «Свята ковалів», відтак набуття святом міжнародного статусу, минуло всього 2 роки. 
За роки існування фесту «Свято ковалів» (7—9 травня 2010 року відбувся VIII такий захід) випрацьовано певний стандарт його проведення, щороку затверджується Програма фестивалю, яка непремінно включає демонстрацію ковальської праці, ярмарок кованих речей і сувенірів (відливання і продаж сувенірних ковадл), численні майстер-класи з різних технік кування, виступи музичних, зокрема рокових гуртів, презентації спеціалізованих видань, як завершення-підбиття підсумків заходу художню виставку «Орнаментальне ковальство». Однак щороку організаторами привноситься у дійство щось нове. 
Визначною подією в рамках VII «Свята ковалів» (2009) стало внесення Івано-Франківська завдяки власне фестивалю до «Кільця європейських ковальських міст», до якого окрім нього належать 16 міст Європи, серед яких Україну представляє також Донецьк. Тоді ж уперше «Свято ковалів», закінчившись в Івано-Франківську, продовжило роботу в Кам'янці-Подільському, старовинному осередку ремесел на Поділлі.
У 2018 році "Свято ковалів" відбулося 11-13 травня на площі фортечної галереї "Бастіон" м. Івано-Франківськ.

## Колективні роботи фестивалю
Традиційним у рамках івано-франківського фестивалю «Свято ковалів» стало виготовлення всіма його учасниками-ковалями спільної скульптури під час заходу, за що виконавці одержують дипломи Фестивалю, а за оцінками журі — найкращі преміюються почесними нагородами. Ці декоративні композиції — подарунок ковалів світу Івано-Франківську до дня його народження і подяка за гостинність та привітність його мешканців. Такі ковані скульптури, виготовлені протягом свята, останніми роками урочисто відкриваються на початку наступного Міжнародного фестивалю, і таким чином, місто вже має декілька оригінальних пам'ятників (див. Пам'ятники Івано-Франківська). Івано-Франківськ вже отримав в дарунок від попередніх фестивалів скульптурні композиції «Букет майстрів», «Великоднє сонце», «Дерево щастя». 

Інформаційна табличка на «Дереві щастя»

«Букет майстрів» було виготовлено учасниками «Свята ковалів» у 2006 році. Композицію було продано в Донецьк за 50 тисяч гривень, де цей твір встановили перед будівлею міськадміністрації. Івано-франківські ковалі зробили дублікат кованої скульптури і встановили її в серці рідного міста — на «Стометрівці» (вулиця Незалежності), відкриттям якої розпочалось «Свято ковалів»—2007. На самому ж тогорічному святі була виготовлена композиція «Великоднє сонце», відкрита відповідно на початку фесту 2008 року. А на VII-му «Святі ковалів» встановили й урочисто відкрили виготовлену в 2008 році композицію «Дерево щастя»: тут і людина-оркестр, і дитяча гойдалка, і жар-птиці та дивовижні квіти — все з металу. На самому ж фесті 2009 року кожна делегація викувала свій елемент до загальної скульптури під назвою «В рамках ковальських традицій» — її урочисте відкриття відбулося у перший день-відкриття фестивалю «Свято-ковалів»—2010 — 7 травня. На фестивалі в 2010 році українські та іноземні ковалі працювали над новою скульптурою — «Коло Ковальських Кілець», що являла собою карусель, центр якої оздоблений символічними кільцями — від кожного учасника, міста, країни.